# Emil von Coburg
Ludwig Friedrich Emil Freiherr von Coburg (* 1779; † 1827) war sachsen-coburgischer Geheimer Rat und Oberstallmeister, der für seine Verdienste durch den Kaiser in den Freiherrenstand erhoben und später Regierungspräsident wurde. Damit begründete er das Adelsgeschlecht Coburg, eine Bastardlinie der Wettiner.

## Leben und Wirken
Er war ein illegitimer Sohn von Ludwig Karl Friedrich von Sachsen-Coburg-Saalfeld (1755–1806), fünftes von sieben Kindern des ernestinischen Herzogs Ernst Friedrich von Sachsen-Coburg-Saalfeld, und der Hugenottin N. Brutel de La Rivière. Durch Förderung des Vaters wurde er Geheimer Rat und Oberstallmeister. Von 1816 bis 1824 war er Regierungspräsident im Fürstentum Lichtenberg.
Verheiratet war er mit der späteren Oberhofmeisterin Gräfin Tekla, geborene Vitzthum von Eckstädt (1799–1880). Zu den gemeinsamen Söhnen gehörte der Generalmajor Oswald von Coburg.